# Timeleacee
Timeleaceele (Thymelaeaceae) sunt o familie de plante superioare angiospermae din ordinul Malvales, care cuprinde specii de arbuști, subarbuști sau plante erbacee anuale, răspândite în întreaga lume, mai ales în Africa tropicală, Asia de Sud, Australia și în regiunea mediteraneană. Flora României conține 5 specii, ce aparțin la 2 genuri.
Cuvântul Thymelaeaceae provine din grecescul thymos = cimbru + elaia = măslin + latinescul –aceae = sufix care formează numele familii de plante. Acest nume este dat deoarece planta limba vrabiei (Thymelaea) are miros asemănător cu al cimbrului, iar fructele seamănă cu niște fructe de măslin.

## Descriere

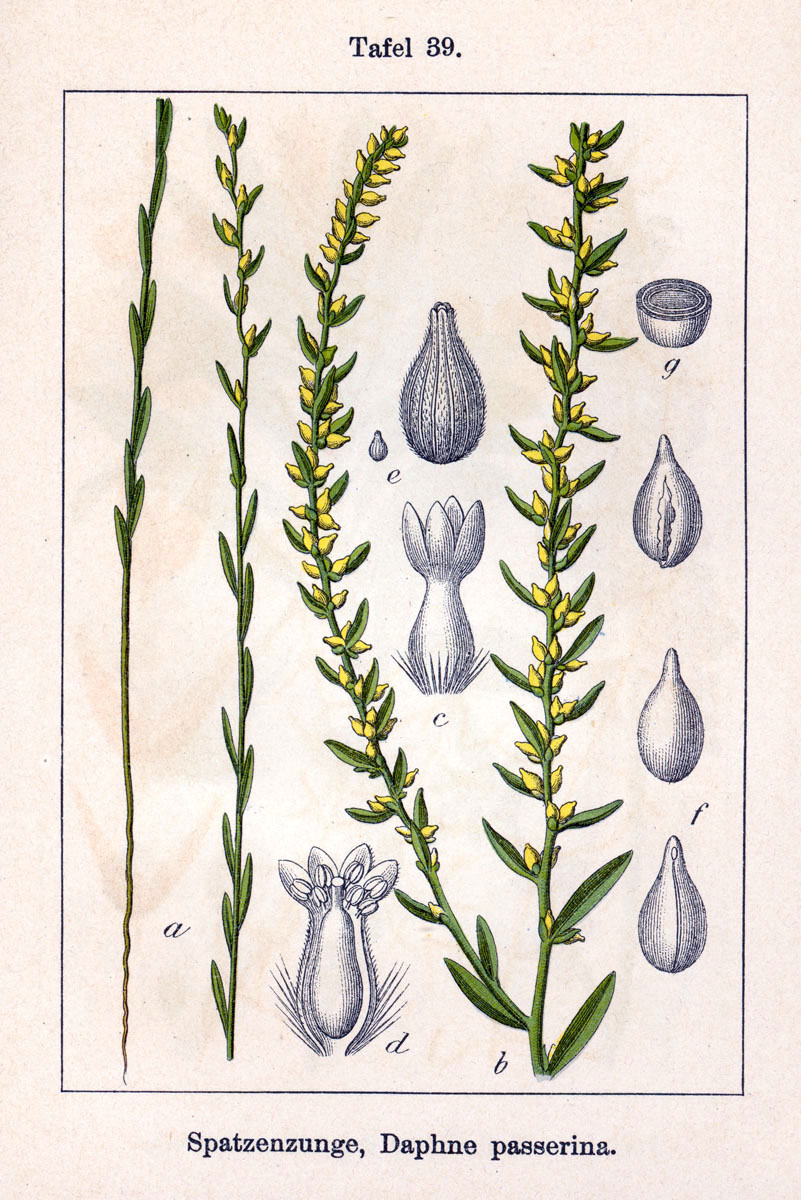
Limba vrabiei (Thymelaea passerina), ilustrație.
a - plantă, de mărime naturală;
b - ramuri fructifere mai mari, de mărime naturală;
c - floare, mărită;
d - floare deschisă, mărită;
e - pericarp, de mărime naturală și mărit;
f - fruct, mărit;
g - sămânță în secțiune, mărită.

Această familie este formată din specii de arbuști, subarbuști de talie mijlocie,  rareori plante ierbacee anuale. Frunze simple, fără stipele, sublanceolate, liniare sau aciculare, cu margini întregi, adesea glabre, alterne, rar opuse. 
Învelișul floral simplu, de obicei penta-tetramer, cu flori cu simetrie radiară (actinomorfe), rar ușor bilateral simetrice (ușor zigomorfe), adesea apetale (fără petale). Formula florală adesea K4C4 A4+4G1 sau K4C0A4+4G1
Florile de obicei bisexuate (hermafrodite), la unele specii unisexuate (monoice sau dioice) sau poligame și sunt dispuse în raceme, capitule, spice, umbele, fascicule, mai rar solitare. Receptaculul (axa florală) este tubulos formând un potir (hipantiu) urceolat, campanulat sau cilindric pe marginea căruia se inserează un înveliș floral simplu.
Caliciu este format din 3-6  (de obicei 4-5) sepale laciniate (lacinii) ușor contorte, la bază concrescute cu marginea hipantiului, împreună cu care simulează un perigon simplu, cu sepale (laciniile) aproape în întregime unite, mai rar libere. Sepale sunt de obicei petaloide (asemănătoare cu petalele), alb-verzui,  alb-gălbui, roșii, roz-aprinse sau cafenii
Corola absentă sau rudimentară, formată din 3-6 petale rudimentare libere, reduse la scvame, solzi sau umflături libere sau la bază unite pe un inel. 
Androceul situat în tubul caliciului este format adesea din 4-5, rar 8-10 sau numeroase stamine (până la 100, la Pimelea numai 1-2 stamine),  dispuse în 2 cicluri sau rânduri (obdiplostemon), rar într-un ciclu; cele din rândul superior sunt situate în vârful hipantiului, opuse sepalelor, cele din rândul inferior alternează cu cele de sus; antere biloculare, introrse, pe filamente scurte, rar alungite. 
Gineceu format din 4-5, rar 1-3  sau 8-12 carpele unite, cu ovar superior, afundat în receptaculul tubulos (hipantiu), uneori cu ginofor, 2-4-(5), rar 10-12-locular, în fiecare lojă cu un ovul, axial sau parietal, atârnat în vecinătatea vârfului ovarului, cu 1 stil și 1 stigmat măciucat, capituliform sau alungit cilindric. Polenizarea adesea entomogamă. 
Fructul drupă, bacă, achenă sau nuculă, mai rar capsulă loculicidă (Aquilaria), închis parțial sau total în hipantiu. Semințe cu tegument tare, subțire, cu endosperm puțin sau absent, cu embrion drept și cotiledoane groase și cărnoase.

## Specii din România
În România vegetează 5 specii spontane, ce aparțin la 2 genuri: 
- Daphne blagayana = Iederă, Iederă albă
- Daphne cneorum = Tămâiță
- Daphne laureola = Dafin
- Daphne mezereum = Tulichină
- Thymelaea passerina = Limba vrabiei

## Specii din Republica Moldova
Flora Republicii Moldova conține 2 de specii aparținând la 2 de genuri:
- Daphne mezereum = Tulichină
- Thymelaea passerina = Limba vrabiei